# Искренний
Искренний — пятый студийный альбом рэп-исполнителя FACE, выпущенный 8 апреля 2021 года.

## Описание
Третий (после Жизнь удалась и Варвар) релиз FACE в 2021 году выполнен в трэп-звучании и наполнен любовными темами, которые по большей части посвящены возлюбленной Ивана — Марьяне Ро.
Альбом содержит 9 сольных треков. На данный момент это самый крупный релиз FACE в 2021 году, поскольку предыдущие релизы состояли из 4 (Жизнь удалась) и 6 (Варвар) композиций.
Релиз вышел в день рождения артиста. Ранее в эту дату уже выходил альбом  Hate Love, давший рэперу наибольшую популярность.

## Список композиций
| №                   | Название             | Автор(ы)            | Длительность |
| ------------------- | -------------------- | ------------------- | ------------ |
| 1.                  | «Расстояние»         | Иван Дрёмин         | 3:05         |
| 2.                  | «ДНК»                | Иван Дрёмин         | 2:53         |
| 3.                  | «Домино»             | Иван Дрёмин         | 3:18         |
| 4.                  | «Истерика»           | Иван Дрёмин         | 3:10         |
| 5.                  | «Пей»                | Иван Дрёмин         | 3:20         |
| 6.                  | «Невзаимное Падение» | Иван Дрёмин         | 2:53         |
| 7.                  | «Коттон»             | Иван Дрёмин         | 2:40         |
| 8.                  | «Через Шторм»        | Иван Дрёмин         | 3:31         |
| 9.                  | «Статус»             | Иван Дрёмин         | 3:06         |
| Общая длительность: | Общая длительность:  | Общая длительность: | 27:59        |

## Критика
Рецензент GQ посчитал альбом отражением новейших тенденций в обществе, фокус внимания которого смещается от политики к личностным проблемам, в частности борьбе с депрессиями. «Но вряд ли это и полностью продуманный ход. Слишком лиричным, немного неказистым и противоречивым получился альбом. В музыке сложно обмануть, она этого обычно не прощает. И этим трогательным ариям о личном, старательно исполняемым под упругий бит, трудно не поверить».